# Чифлик (Делчево)
Чифлик (мкд. Чифлик) је насеље у Северној Македонији, у источном делу државе. Чифлик је у саставу општине Делчево.

## Географија
Чифлик је смештен у источном делу Северне Македоније. Од најближег града, Делчева, насеље је удаљено 4 km јужно.
Насеље Чифлик се налази у историјској области Пијанец. Насеље се развило на западном ободу Делчевске котлине. Западно од насеља издиже се планина Голак, док источно од њега протиче река Брегалница. Надморска висина насеља је приближно 720 метара. 
Месна клима је планинска због знатне надморске висине.

## Становништво
Чифлик је према последњем попису из 2002. године имао 51 становника.
Претежно становништво у насељу су етнички Македонци (100%).
Већинска вероисповест месног становништва је православље.